# Свалявський провулок
Сваля́вський прову́лок — провулок у Голосіївському районі міста Києва, місцевість Саперна слобідка. Пролягає від Саперно-Слобідської вулиці до Литовського провулку.
Провулок не має повноцінного «вуличного» вигляду — вуличного проїзду із покриттям.

## Історія
Провулок виник у середині XX століття під назвою Нова вулиця. З 1955 року мав назву Серпуховський провулок. 
Сучасна назва на честь міста Свалява, що на Закарпатті — з 25 серпня 2022 року.